# Grande Prêmio do Canadá de 1967
Resultados do Grande Prêmio do Canadá de Fórmula 1 realizado em Mosport Park em 27 de agosto de 1967. Oitava etapa da temporada, teve como vencedor o australiano Jack Brabham, que subiu ao pódio junto a Denny Hulme numa dobradinha da Brabham-Repco, com Dan Gurney em terceiro pela Eagle-Weslake.

## Resumo
Graças à dobradinha obtida, a Brabham sagrou-se bicampeã mundial de construtores.

## Classificação da prova
| Pos. | Nº | Piloto          | Construtor      | Voltas | Tempo/Diferença | Grid | Pontos     |
| ---- | -- | --------------- | --------------- | ------ | --------------- | ---- | ---------- |
| 1    | 1  | Jack Brabham    | Brabham-Repco   | 90     | 2:40:40.0       | 7    | 9          |
| 2    | 2  | Denny Hulme     | Brabham-Repco   | 90     | + 1:01.9        | 3    | 6          |
| 3    | 10 | Dan Gurney      | Eagle-Weslake   | 89     | + 1 volta       | 5    | 4          |
| 4    | 4  | Graham Hill     | Lotus-Ford      | 88     | + 2 voltas      | 2    | 3          |
| 5    | 16 | Mike Spence     | BRM             | 87     | + 3 voltas      | 10   | 2          |
| 6    | 20 | Chris Amon      | Ferrari         | 87     | + 3 voltas      | 4    | 1          |
| 7    | 19 | Bruce McLaren   | McLaren-BRM     | 86     | + 4 voltas      | 6    |            |
| 8    | 9  | Jo Bonnier      | Cooper-Maserati | 85     | + 5 voltas      | 14   |            |
| 9    | 12 | David Hobbs     | BRM             | 85     | + 5 voltas      | 12   |            |
| 10   | 8  | Richard Attwood | Cooper-Maserati | 84     | + 6 voltas      | 13   |            |
| 11   | 6  | Mike Fisher     | Lotus-BRM       | 81     | + 9 voltas      | 17   |            |
| Ret  | 3  | Jim Clark       | Lotus-Ford      | 69     | Ignição         | 1    |            |
| DSQ  | 5  | Eppie Wietzes   | Lotus-Ford      | 69     | Auxílio externo | 16   | [ nota 2 ] |
| Ret  | 15 | Jackie Stewart  | BRM             | 65     | Acelerador      | 9    |            |
| NC   | 11 | Al Pease        | Eagle-Climax    | 47     | + 43 voltas     | 15   |            |
| Ret  | 17 | Chris Irwin     | BRM             | 18     | Spun Off        | 11   |            |
| Ret  | 71 | Jochen Rindt    | Cooper-Maserati | 4      | Ignição         | 8    |            |
| DNS  | 14 | Jo Siffert      | Cooper-Maserati |        | Ignição         |      |            |
| DNQ  | 41 | Tom Jones       | Cooper-Climax   |        |                 |      |            |

## Tabela do campeonato após a corrida
|        | Pos. | Piloto          | Pontos |
| ------ | ---- | --------------- | ------ |
|        | 1    | Denny Hulme     | 43     |
|        | 2    | Jack Brabham    | 34     |
| 1      | 3    | Chris Amon      | 20     |
| 1      | 4    | Jim Clark       | 19     |
|        | 5    | Pedro Rodríguez | 14     |
| Fonte: |      |                 |        |

|        | Pos. | Construtor      | Pontos |
| ------ | ---- | --------------- | ------ |
|        | 1    | Brabham-Repco   | 51     |
| 1      | 2    | Lotus-Ford      | 22     |
| 1      | 3    | Cooper-Maserati | 21     |
|        | 4    | Ferrari         | 20     |
| 1      | 5    | Eagle-Weslake   | 13     |
| Fonte: |      |                 |        |

- Nota: Somente as primeiras cinco posições estão listadas e a campeã mundial de construtores surge grafada em negrito. Cada piloto computaria cinco de seis resultados na primeira metade do campeonato e quatro de cinco na segunda metade. Neste ponto esclarecemos: na tabela dos construtores figurava somente o melhor colocado dentre os carros de um time.